# 莎拉·沃恩
莎拉·露意絲·沃恩（英語：Sarah Lois Vaughan，1924年3月27日—1990年4月3日，小名Sassy與The Divine One），是美國爵士歌手，被Scott Yanow形容為具有「20世紀最美妙的聲音」。
沃恩是3次葛萊美獎得主。國家藝術基金會（National Endowment for the Arts）於1989年賦予她爵士樂的最高榮譽，爵士樂大師獎 。
沃恩被公認為20世紀最重要的爵士樂歌手之一，與艾拉·費茲潔拉（Ella Fitzgerald）和（Billie Holiday）齊名。

## 早年生活
莎拉·沃恩的父親Asbury "Jake" Vaughan是一個木匠與業餘吉他手，母親Ada Vaughan是一個洗衣工人，兩人在第一次世界大戰時從維吉尼亞州搬到紐澤西州的Newark市。Sarah是他們的獨生女。
Sarah的童年是住在紐澤西州的Newark市的Brunswick街，Jake Vaughan是一個非常虔誠的基督徒，Sarah常隨著父母親前往教堂。她在七歲的時候開始學習鋼琴，並參加教堂的合唱團，有時她會在合唱團練習或正式表演時彈奏鋼琴。
1. 1 2  Chad. . Hollywood Walk of Fame. 2019-10-25  [2024-05-19] （美国英语）.